# Liga Futebol Amadora Primeira Divisão
La Liga Futebol Amadora Primeira Divisão, già nota come Super Liga, è la massima divisione del campionato est-timorese di calcio nonché la massima competizione calcistica di Timor Est.
La Federazione calcistica di Timor Est (FFTL) annunciò l'intenzione di organizzare un nuovo campionato nazionale dall'aprile 2011. Il progetto beneficiò dell'aiuto della AFC e della federazione australiana. Alla competizione presero parte sia squadre della capitale, Dili, sia squadre di altri distretti del paese.
Nel 2015 fu istituita la Liga Futebol Amadora, con 21 squadre partecipanti.

## Squadre
Le seguenti 9 squadre competono nella Liga Futebol Amadora Primera Divisão 2023.
- AS Académica de Timor
- AS Ponta Leste
- Assalam FC
- FC Aitana
- FC Atlético Ultramar
- FC Porto Taibesse
- Emmanuel FC Dili
- Karketu Dili FC
- Sport Laulara e Benfica

## Albo d'oro
Fonte: RSSF.
Campionato provinciale (come colonia portoghese)
- 1973: sospeso
- 1974:  Sporting Timor

Campionato nazionale
- 2001: sconosciuto
- 2004: sconosciuto (Cafe FC o  Zebra)

Superliga
- 2006: sconosciuto

Liga Futebol Amadora Primeira Divisão
- 2015-2016:  Benfica Laulara
- 2017:  Karketu Dili
- 2018:  Boavista Timor Leste
- 2019:  Lalenok United
- 2020: non disputato
- 2021:  Karketu Dili
- 2022: non disputato
- 2023:  Karketu Dili